# Nicolò De Devitiis
Nicolò De Devitiis (Roma, 6 luglio 1990) è un conduttore televisivo italiano.

## Biografia
Dopo la laurea in economia e la laurea magistrale in marketing e comunicazione d'impresa, diventa il primo "bike blogger" italiano, sfruttando la sua passione per la fotografia e il ciclismo. Scattando foto alle biciclette e pubblicandole sul web con lo pseudonimo di "divanoletto", propone la sua interpretazione alternativa ai fashion blogger viaggiando in tutto il mondo e scrivendo guide in bicicletta come la "Veni Vidi Bici". Nel contempo,suona come batterista in gruppi musicali della città di Roma.
Nel 2014 entra nel cast del programma Le iene di Italia 1. Ha condotto su SkySport1 con Diletta Leotta nel 2016 "Estate Mondiale" e poi dal 2016 al 2019 "Goal Deejay" sempre sulla stessa rete. 
Nel 2015 ha fatto parte degli inviati per la trasmissione televisiva Open Space condotta in prima serata su Italia 1 da Nadia Toffa e nell'estate 2017 ha condotto con Alessia Marcuzzi e Daniele Battaglia il Summer Festival in prima serata su Canale 5. Nel 2018 ha condotto la seconda edizione di DanceDanceDance, in prima serata su Fox Life e TV8, con Andrea Delogu. Oltre alle trasmissioni per la televisione, è stato speaker radiofonico per Radio 105 con le Kris in "Kris & Love" e su Radio 2 con Angela Rafanelli in "Radio2 Sunset".
Nell'estate 2019 incide con il gruppo indie Legno il singolo "All you can eat", dirigendo anche le riprese del video musicale.
A dicembre 2019 ha iniziato a condurre “Storytellers” per VH1, il canale del digitale terrestre di MTV, e nella prima puntata ha partecipato come ospite J-Ax.
Durante l'edizione di Sanremo 2020 ha condotto “Guess The Artist” programma per MTV e VH1, in onda su entrambi i canali del digitale terrestre.
Durante il l'emergenza COVID-19 ha condotto la trasmissione "VH1 ti chiama a casa" in onda su MTV Italia e VH1, programma di interviste via Instagram, registrato e mandato in onda da casa.
Nell'estate 2020 conduce "Best Of Twenty #summer", in onda su VH1, in cui vengono ripercorsi 20 anni di tormentoni estivi.
Nell'agosto 2020 è il conduttore della 50ª edizione del Giffoni Film Festival.
Da settembre 2020 è conduttore, insieme a Guido Meda della trasmissione “On The Road Again” che andrà su Sky Sport e Sky Sport MotoGP.
Durante il Festival di Sanremo 2021 ha presentato - sui canali Billboard Italia - le puntate di "Milano Sanremo", durante le quali ha incontrato tutti i cantanti del Festival, tra interviste e giochi a tempo.
Da aprile 2021 conduce “Questa Spacca!”, podcast disponibile su tutte le piattaforme digitali, dove gli artisti raccontano com’è nata la canzone che ha cambiato loro la carriera e quel preciso momento in cui hanno detto, appunto: “Questa Spacca!". 
Nell'agosto 2021 è il conduttore della 51ª edizione del Giffoni Film Festival. Da agosto 2021 conduce, su Radio Zeta, “Collettivo Zeta” insieme al cantante Alfa e la e 2ª stagione di “On The Road Again” con Guido Meda su Sky.
Nel novembre 2021 ha condotto lo Speciale MTV EMA Best Italian Act, in onda su MTV, mentre dal gennaio 2022 è anche speaker radiofonico per Radio 105 con la conduzione di puntate settimanali del programma "105 Loves Music".
Nel marzo 2022 inizia la conduzione di Battiti Live presenta: MSC Crociere - Il viaggio della musica, spin-off dell'omonimo programma, con Elenoire Casalegno su Italia 1.
Dal 21 al 30 luglio 2022 viene riconfermato per la terza volta conduttore del Giffoni Film Festival. Nel luglio 2022 ha suonato la batteria al Forum di Assago, con i Pinguini Tattici Nucleari.
A maggio 2023 partecipa come giudice a una puntata di Amici e a giugno 2023 ha condotto poi lo speciale Amici FullOut in prima serata su Italia 1. Due anni dopo affianca Ilary Blasi e Alvin alla conduzione di Battiti Live.

## Televisione
- Le iene (Italia 1, dal 2013) Inviato
- Estate Mondiale (Sky Sport 1, 2016) Conduttore
- Goal Deejay (Sky Sport 1, 2016-2018) Conduttore
- Wind Summer Festival (Canale 5, 2017) Conduttore
- Karaoke Deejay (Sky Sport, 2017-2019) Conduttore
- Dance Dance Dance (Fox Life, TV8, 2018) Conduttore
- Storytellers (VH1, 2019-2023)
- Guess the Artist (MTV, VH1, 2020)
- VH1 ti chiama a casa (MTV, VH1, 2020)
- On The Road Again (Sky Sport, 2020-2021)
- Giffoni Live (Canale 5, 2020-2021; Italia 1, 2022) Conduttore
- Milano Sanremo (Billboard Italia, 2021)
- MTV EMA Best Italian Act (MTV, 2021)
- Alessandro Borghese - Celebrity Chef (TV8, 2022) - concorrente
- Battiti Live presenta: MSC Crociere - Il viaggio della musica (Italia 1, 2022) Conduttore
- Amici Full Out Live (Italia 1, 2023)
- Le Iene presentano: Vite Spericolate (Italia 1, 2024)
- Battiti Live (Radionorba TV, Canale 5, 2025)
- Extra Battiti (Italia 1, 2025)

## Radio
- Krys&Love (Radio 105, 2015-2016)
- 105 Mi Casa (Radio 105, 2016)
- Radio2 Sunset (Radio 2, 2018)
- Collettivo Zeta (Radio Zeta, dal 2021)
- 105 Loves Music (Radio 105, dal 2022)

## Musica
- Legno feat. Divanoletto - All You Can Eat (singolo, 2019)

## Podcast
- Questa Spacca! (2021)

## Eventi
- Giffoni Film Festival (50ª edizione, agosto 2020)
- Giffoni Film Festival (51ª edizione, luglio 2021)
- Giffoni Film Festival (52ª edizione, luglio 2022)

## Filmografia
- Poveri ma ricchissimi, regia di Fausto Brizzi (2017) nel ruolo di se stesso.